# 呼吸 (ゆずの曲)
「呼吸」（こきゅう）は、ゆず通算16枚目のシングル。2003年2月12日にセーニャ・アンド・カンパニーから発売された。

## 概要
4週連続リリースの2週目の曲。
500円のワンコインで買える10万枚限定盤シングル。
CDは1トラック収録だが、1曲目「呼吸」終了約15秒後、「桜道」が収録されている。
「桜道2」「桜道3」が、5thアルバム『すみれ』（2003年3月19日）に収録されている。
PVの撮影地は地元磯子岡村の不動産会社の社長宅横の崖。
もともとは「コマ」というタイトルだった。

## 収録曲
1. 呼吸　（5:01）※シークレットトラック込み
  - 作詞・作曲: 岩沢厚治

## 収録作品
- 呼吸
  - すみれ
  - Going 2001-2005
  - ゆずのみ〜拍手喝祭〜 日替わり全曲集+1（弾き語りライブ音源）
- 桜道（シークレットトラック）
※アルバム未収録

## 関連人物
- 寺岡呼人